# Municipio de Manyaska
El municipio de Manyaska (en inglés: Manyaska Township) es un municipio ubicado en el condado de Martin en el estado estadounidense de Minnesota. En el año 2010 tenía una población de 306 habitantes y una densidad poblacional de 3,43 personas por km².

## Geografía
El municipio de Manyaska se encuentra ubicado en las coordenadas 43°37′39″N 94°39′52″O / 43.62750, -94.66444. Según la Oficina del Censo de los Estados Unidos, el municipio tiene una superficie total de 89.18 km², de la cual 87,75 km² corresponden a tierra firme y (1,61 %) 1,43 km² es agua.

## Demografía
Según el censo de 2010, había 306 personas residiendo en el municipio de Manyaska. La densidad de población era de 3,43 hab./km². De los 306 habitantes, el municipio de Manyaska estaba compuesto por el 97,39 % blancos, el 0,33 % eran afroamericanos, el 1,96 % eran de otras razas y el 0,33 % eran de una mezcla de razas. Del total de la población el 1,96 % eran hispanos o latinos de cualquier raza.